# Nässland och Kragom
Nässland och Kragom var en av SCB avgränsad och namnsatt tidigare småort i Härnösands kommun. Den omfattar bebyggelse i byarna Nässland och Kragom i Säbrå socken belägna utmed E4an och norr om Älandsbro. Vid tätortsavgränsningen 2015 hamnade området inom Älandsbro tätort och småorten upplöstes.